# Bruit chronométrique
Dans l'étude des pulsars, le bruit chronométrique (timing noise en anglais) désigne l'ensemble des irrégularités que l'on observe dans la rotation de ces astres, et qui se traduit par de légères irrégularités dans les temps d'arrivée des pulsations émises par ces objets. Le bruit chronométrique est déterminé après extraction des autres sources connues d'irrégularités dans la rotation de ces astres, comme leur ralentissement intrinsèque et les glitches, discontinuités brusques dues à une réorganisation de leur structure interne. L'interprétation physique du bruit chronométrique demeure incertaine à ce jour.

## Structure du bruit chronométrique
La phase du signal émis par un pulsar est, si sa période est parfaitement stable, de la forme
{\displaystyle \phi (t)=\phi _{0}+2\pi \nu t},
où ν est la fréquence de rotation du pulsar. En réalité, le pulsar voit sa période de rotation légèrement ralentir au cours du temps, aussi sa fréquence est-elle légèrement variable au cours du temps. La phase du signal émis est donc plutôt de la forme
{\displaystyle \phi (t)=\phi _{0}+2\pi \left(\nu t+{\dot {\nu }}t^{2}\right)}.
L'observation de la phase du signal d'un pulsar révèle des écart par rapport à cette loi régulière. Ce sont ces écarts qui correspondent au bruit chronométrique B :
{\displaystyle \phi (t)=B(t)+\phi _{0}+2\pi \left(\nu t+{\dot {\nu }}t^{2}\right)}.
La fonction B(t) représente le résidu obtenu une fois un ajustement fait de la fonction observée {\displaystyle \phi (t)} par les paramètres {\displaystyle \phi _{0}}, {\displaystyle \nu } et {\displaystyle {\dot {\nu }}}. Il est par construction de moyenne temporelle nulle. En réalité, il apparaît qu'il peut être scindé en trois composantes, pour lesquelles ce sont respectivement la phase {\displaystyle \phi _{0}}, la fréquence {\displaystyle \nu } ou sa dérivée temporelle {\displaystyle {\dot {\nu }}} qui connaissent des fluctuations. Le bruit chronométrique se réécrit ainsi
{\displaystyle \phi (t)=B_{\phi }(t)+\phi _{0}+2\pi \left(\left(\nu +B_{\nu }(t)\right)t+\left({\dot {\nu }}+B_{\dot {\nu }}(t)\right)t^{2}\right)}.
Cette décomposition permet de classifier le bruit chronométrique sous en trois types : bruit de phase ({\displaystyle B_{\phi }}), bruit de fréquence ({\displaystyle B_{\nu }}) et bruit de ralentissement ({\displaystyle B_{\dot {\nu }}}).

## Mise en évidence des différents bruits
Si l'amplitude typique sur un intervalle de temps du bruit est constante, alors celui-ci peut être considéré comme se comportant comme une marche aléatoire. Ses excursions au bout d'un temps t autour de sa valeur moyenne croissent au cours du temps comme {\displaystyle t^{\frac {1}{2}}}. Ce fait permet dans certains cas de distinguer les différents types de bruits : si les écarts de la phase observée autour de sa valeur théorique sont en {\displaystyle t^{\frac {1}{2}}}, on a affaire à du bruit de phase. Si les écarts sont en {\displaystyle t^{\frac {3}{2}}}, on a affaire à du bruit en fréquence, enfin si l'écart est en {\displaystyle t^{\frac {5}{2}}} on a du bruit de ralentissement.
La distinction entre ces différents bruits ne peut se faire que si ceux-ci sont suffisamment intenses par rapport à la durée d'observation considérée. À partir des années 1980, cette distinction put être faite sur quelques pulsars.
| Désignation  | Type de bruit chronométrique | Paramètre d'activité |
| ------------ | ---------------------------- | -------------------- |
| PSR B0329+54 | Fréquence                    | -1,1                 |
| PSR B0531+21 | Fréquence                    | 0,0                  |
| PSR B0611+22 | Ralentissement               | 1,0                  |
| PSR B0823+26 | Ralentissement               | -0,1                 |
| PSR B1133+16 | Phase                        | -1,9                 |
| PSR B1508+55 | Fréquence                    | -0,7                 |
| PSR B1915+13 | Fréquence                    | -1,0                 |
| PSR B1001+31 | Fréquence                    | -0,9                 |
| PSR B2016+28 | Fréquence                    | -1,8                 |
| PSR B2020+28 | Fréquence                    | -1,5                 |
| PSR B2217+47 | Phase                        | -1,5                 |

(Source :)

## Possibles interprétations physiques
Il n'existe à l'heure actuelle (2007) pas de modélisation satisfaisante du bruit chronométrique, aussi les interprétations possibles sont-elles pour l'heure sujettes à caution.
- Le bruit de phase peut s'interpréter comme une variation de la région d'émission de la surface du pulsar, ou éventuellement de sa magnétosphère.
- Le bruit de fréquence pourrait être la conséquence de fluctuation dans le moment d'inertie I du pulsar, son moment cinétique {\displaystyle L=2\pi I\nu } restant constant. Ces fluctuations dans le moment d'inertie pourraient correspondre à d'infimes ajustements continuels de la structure interne de l'astre.
- Le bruit de ralentissement pourrait correspondre à des fluctuations du champ magnétique du pulsar.

## Autre caractérisation
Indépendamment de sa structure temporelle, le bruit chronométrique est souvent quantifié en prenant l'écart quadratique moyen des temps d'arrivée des pulsations émises avec la loi de ralentissement régulière attendue. Pour le PSR B0531+21 (le pulsar du Crabe), cet écart est de 12 millisecondes. On définit ainsi le paramètre d'activité à partir du bruit chronométrique comme étant le logarithme du rapport entre l'écart quadratique moyen du bruit chronométrique du pulsar considéré et celui du Crabe. Ce paramètre semble présenter une certaine corrélation avec le ralentissement des pulsars, confortant l'idée que le bruit chronométrique résulte d'arrangements continus et erratiques dans diverses parties de la structure interne de ces objets.
On remarque une certaine dépendance entre le type de bruit chronométrique et l'activité des pulsars, le bruit de phase étant le plus commun et le seul présent dans les vieux pulsars, à l'inverse du bruit de ralentissement caractéristique des pulsars jeunes.

## Note
1. ↑  (en) J. M. Cordes & D. J. Helfand, Pulsar timing. III - Timing noise of 50 pulsars, The Astrophysical Journal, 239, 640-650 (1980) Lire en ligne.

## Référence
- (en) Andrew G. Lyne et Francis Graham Smith, Pulsar astronomy, Cambridge University Press, 2006, 3e éd., 309 p. (ISBN 0-521-83954-8), pages 85 à 89.